# Wohyń (gromada)
Wohyń – dawna gromada, czyli najmniejsza jednostka podziału terytorialnego Polskiej Rzeczypospolitej Ludowej w latach 1954–1972.
Gromady, z gromadzkimi radami narodowymi (GRN) jako organami władzy najniższego stopnia na wsi, funkcjonowały od reformy reorganizującej administrację wiejską przeprowadzonej jesienią 1954 do momentu ich zniesienia z dniem 1 stycznia 1973, tym samym wypierając organizację gminną w latach 1954–1972.
Gromadę Wohyń z siedzibą GRN w Wohyniu utworzono – jako jedną z 8759 gromad na obszarze Polski – w powiecie radzyńskim w woj. lubelskim na mocy uchwały nr 15 WRN w Lublinie z dnia 5 października 1954. W skład jednostki wszedł obszar dotychczasowej gromady Wohyń ze zniesionej gminy Wohyń oraz obszar dotychczasowej gromady Planta ze zniesionej gminy Brzozowy Kąt w tymże powiecie. Dla gromady ustalono 24 członków gromadzkiej rady narodowej.
1 stycznia 1959 do gromady Wohyń włączono obszar zniesionej gromady Bezwola w tymże powiecie.
1 stycznia 1969 do gromady Wohyń włączono wieś Osowa ze zniesionej gromady Przegaliny Duże w tymże powiecie.
Gromada przetrwała do końca 1972 roku, czyli do kolejnej reformy gminnej. 1 stycznia 1973 w powiecie radzyńskim reaktywowano gminę Wohyń.